# Cremastocheilus maritimus
Cremastocheilus maritimus är en skalbaggsart som beskrevs av Thomas Casey 1915. Cremastocheilus maritimus ingår i släktet Cremastocheilus och familjen Cetoniidae. Inga underarter finns listade i Catalogue of Life.